# Skoky na lyžích na Zimních olympijských hrách 1936
Skoky na lyžích na Zimních olympijských hrách 1936  v Garmisch-Partenkirchenu se opět konaly i jako součást mistrovství světa v klasickém lyžování. Kromě olympijských medailí se tak udělovaly i medaile z mistrovství světa. Místem konání byl velký olympijský skokanský můstek v Gudibergu.
Stejně jako na předchozích hrách i na mistrovství světa závodům zcela dominovali sportovci ze skandinávských zemí, žádnému sportovci z jiných národů se nepodařilo umístit v první šestce.

## Přehled medailí
| Pořadí | Země          | Zlato | Stříbro | Bronz | Celkově |
| ------ | ------------- | ----- | ------- | ----- | ------- |
| 1.     | Norsko (NOR)  | 1     | 0       | 1     | 2       |
| 2.     | Švédsko (SWE) | 0     | 1       | 0     | 1       |
| Celkem | Celkem        | 1     | 1       | 1     | 3       |

## Medailisté

### Muži
| Disciplína     | Zlato                      | Výkon | Stříbro                       | Výkon | Bronz                          | Výkon |
| -------------- | -------------------------- | ----- | ----------------------------- | ----- | ------------------------------ | ----- |
| střední můstek | Birger Ruud · Norsko (NOR) | 232,2 | Sven Eriksson · Švédsko (SWE) | 230.5 | Reidar Andersen · Norsko (NOR) | 228,9 |